# Елмър Сити
Елмър Сити (на английски: Elmer City) е град в окръг Оканоган, щата Вашингтон, САЩ. Елмър Сити е с население от 267 жители (2000) и обща площ от 0,5 km². Намира се на 334 m надморска височина. ЗИП кодът му е 99124, а телефонният му код е 509.